# Hermanville
Cet article possède des paronymes, voir Fermanville et Hermeville.
Pour les articles homonymes, voir Hermanville-sur-Mer et Hermanville (Île-du-Prince-Édouard).
Hermanville est une commune française située dans le département de la Seine-Maritime en région Normandie.

## Géographie

### Localisation
|             | Thil-Manneville |                     |
| Brachy      | Hermanville     | Auppegard           |
| Lammerville |                 | Bacqueville-en-Caux |

### Hydrographie
La commune est située dans le bassin Seine-Normandie. Elle est drainée par la Vienne,.
La Vienne, d'une longueur de 15 km, prend sa source dans la commune de Beauval-en-Caux et se jette  dans la Saâne à Ambrumesnil, après avoir traversé neuf communes. Les caractéristiques hydrologiques de la Vienne sont données par la station hydrologique située sur la commune. Le débit moyen mensuel est de 0,44 m3/s. Le débit moyen journalier maximum est de 2,04 m3/s, atteint lors de la crue du 10 décembre 2021. Le débit instantané maximal est quant à lui de 4,47 m3/s, atteint le 19 juin 2023.

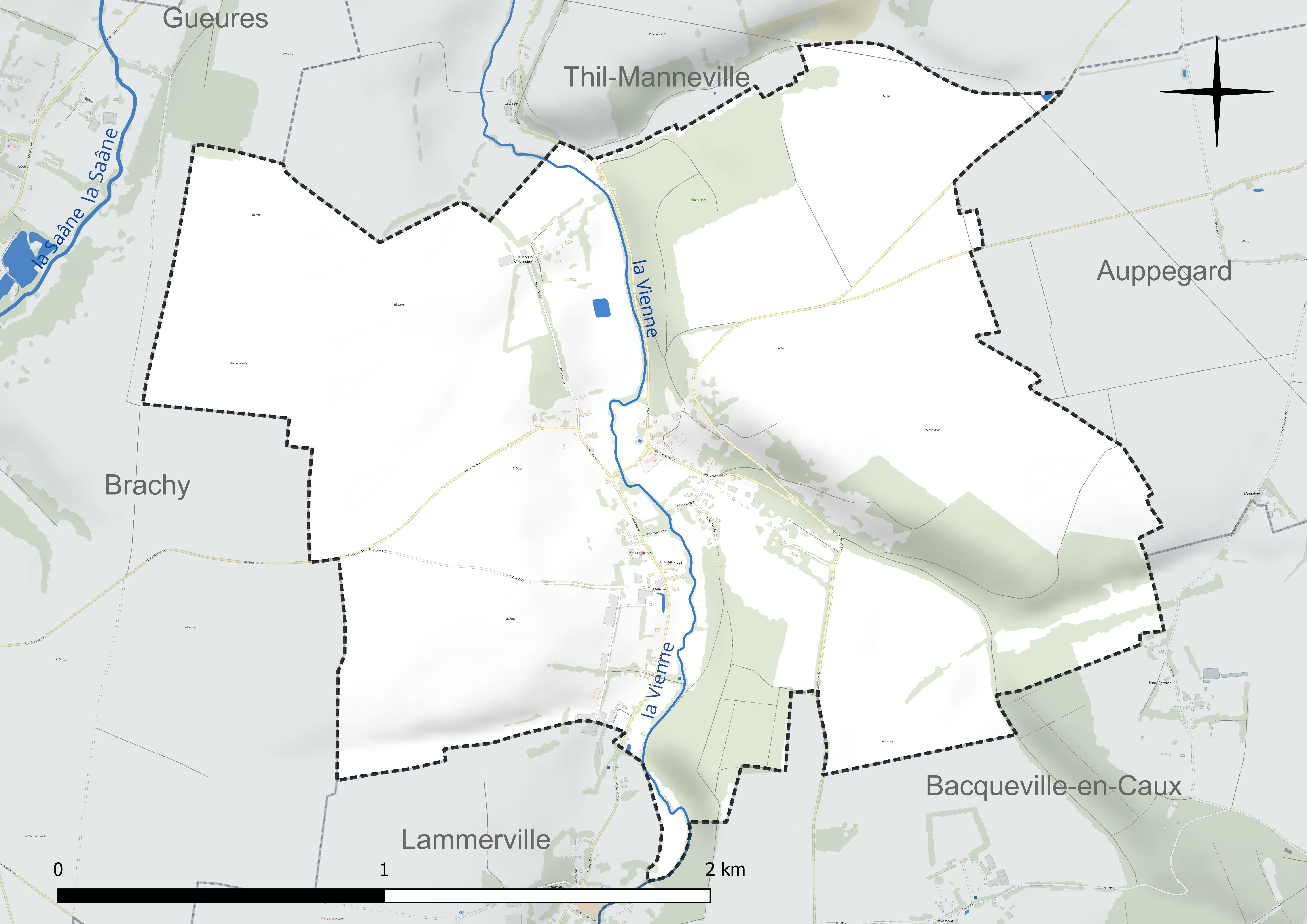
Réseau hydrographique d'Hermanville.

### Climat
Pour des articles plus généraux, voir Climat de la Normandie et Climat de la Seine-Maritime.
En 2010, le climat de la commune est de type climat océanique franc, selon une étude du CNRS s'appuyant sur une série de données couvrant la période 1971-2000. En 2020, Météo-France publie une typologie des climats de la France métropolitaine dans laquelle la commune est exposée à un climat océanique et est dans la région climatique Côtes de la Manche orientale, caractérisée par un faible ensoleillement (1 550 h/an) ; forte humidité de l’air (plus de 20 h/jour avec humidité relative > 80 % en hiver), vents forts fréquents. Parallèlement le GIEC normand, un groupe régional d’experts sur le climat, différencie quant à lui, dans une étude de 2020, trois grands types de climats pour la région Normandie, nuancés à une échelle plus fine par les facteurs géographiques locaux. La commune est, selon ce zonage, exposée à un « climat maritime », correspondant au Pays de Caux, frais, humide et pluvieux, légèrement plus frais que dans le Cotentin.
Pour la période 1971-2000, la température annuelle moyenne est de 10,6 °C, avec une amplitude thermique annuelle de 13,6 °C. Le cumul annuel moyen de précipitations est de 918 mm, avec 13,6 jours de précipitations en janvier et 8,5 jours en juillet. Pour la période 1991-2020, la température moyenne annuelle observée sur la station météorologique la plus proche, située sur la commune de Dieppe à 13 km à vol d'oiseau, est de 11,3 °C et le cumul annuel moyen de précipitations est de 805,2 mm,. Pour l'avenir, les paramètres climatiques de la commune estimés pour 2050 selon différents scénarios d’émission de gaz à effet de serre sont consultables sur un site dédié publié par Météo-France en novembre 2022.

## Urbanisme

### Typologie
Au 1er janvier 2024, Hermanville est catégorisée commune rurale à habitat dispersé, selon la nouvelle grille communale de densité à sept niveaux définie par l'Insee en 2022.
Elle est située hors unité urbaine. Par ailleurs la commune fait partie de l'aire d'attraction de Dieppe, dont elle est une commune de la couronne,. Cette aire, qui regroupe 62 communes, est catégorisée dans les aires de 50 000 à moins de 200 000 habitants,.

### Occupation des sols
L'occupation des sols de la commune, telle qu'elle ressort de la base de données européenne d’occupation biophysique des sols Corine Land Cover (CLC), est marquée par l'importance des territoires agricoles (88,7 % en 2018), une proportion identique à celle de 1990 (88,7 %). La répartition détaillée en 2018 est la suivante : 
terres arables (68,9 %), prairies (19,7 %), forêts (11,3 %). L'évolution de l’occupation des sols de la commune et de ses infrastructures peut être observée sur les différentes représentations cartographiques du territoire : la carte de Cassini (XVIIIe siècle), la carte d'état-major (1820-1866) et les cartes ou photos aériennes de l'IGN pour la période actuelle (1950 à aujourd'hui).

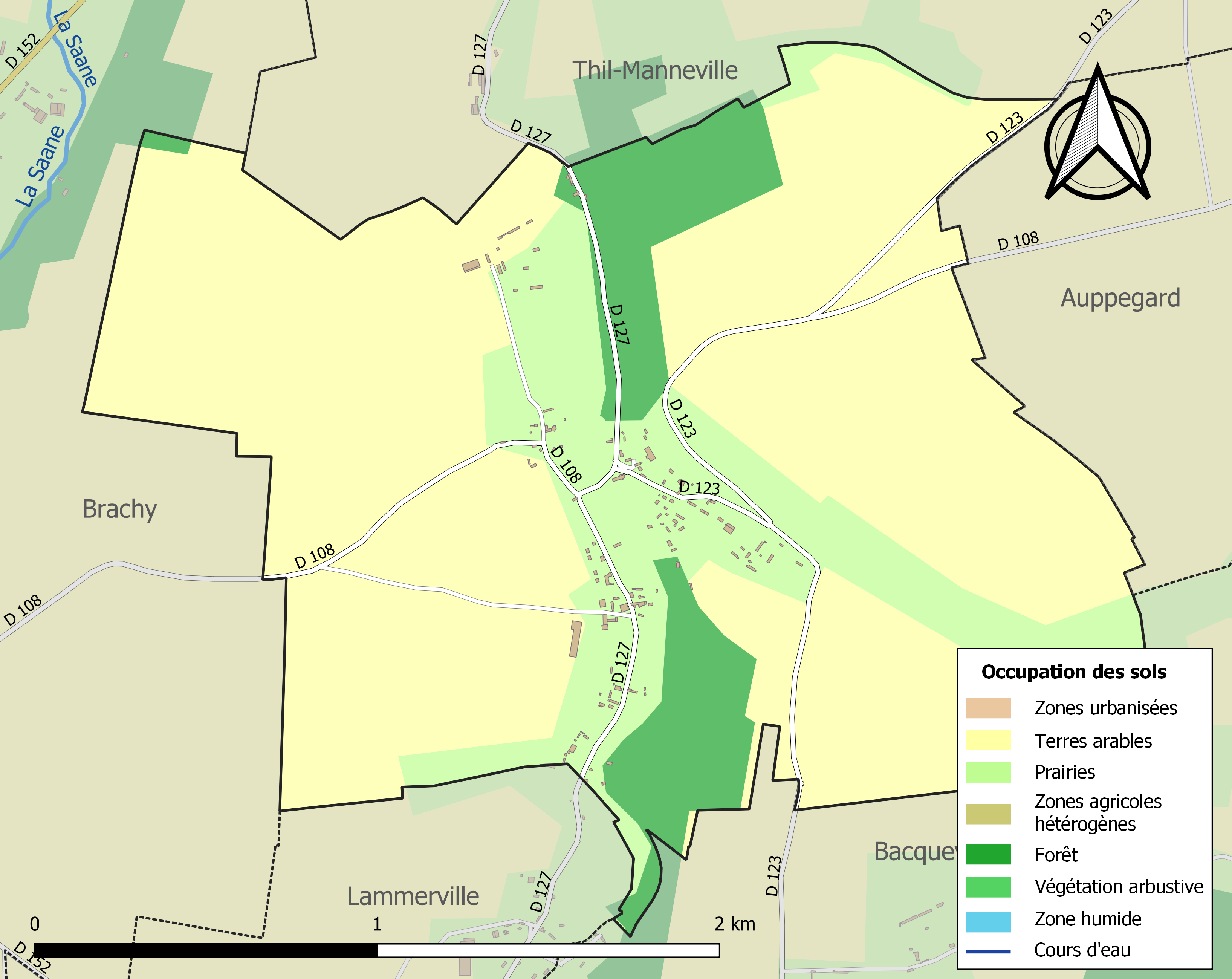
Carte des infrastructures et de l'occupation des sols de la commune en 2018 (CLC).

## Toponymie
Le nom de la localité est attesté pour la première fois dans un manuscrit sous la forme latinisée Hermodivilla du XIIe siècle, avant 1115, puis successivement sous les formes Hermetvilla en 1155 - 1178, Hermevilla en 1189, Hermenvilla au XIIe siècle, Hermanvilla vers 1385,.
Il s'agit d'une formation toponymique médiévale en -ville au sens ancien de « domaine rural ». C'était souvent en milieu rural une ferme ou un hameau avec ses terres d'exploitation. Et il était d'usage de rattacher un nom de lieu à celui du maître du lieu.
Le premier élément Herman- représente un anthroponyme comme c'est le cas dans la grande majorité des composés en -ville. Les formes les plus anciennes permettent de rejeter le nom de personne issu du germanique occidental Herman déjà rencontré dans Hermanville (Calvados, Hermanvilla 1138), mais de suggérer l'anthroponyme germanique occidental Hermodus, à savoir germanique continental ou anglo-saxon. On le rencontre dans les noms de lieux anglais Harmondsworth (Middlesex, Hermodesworthe fin XIe siècle) et Harmston (Lincoln, Hermodestuna fin XIe siècle).
Remarque : le nom de personne Hermodr (Hærmóðr / Hermóðr) existe en vieux norrois, en tant qu'emprunt probable au vieux haut allemand Herimot / Harimot, basé sur les élements heri / hari « armée » (allemand Heer « armée ») et mot « esprit, âme, courage » (allemand Mut « courage »). D'un point de vue phonétique, le -ð norrois (noté -d) équivalent du -th de l'anglais, s'est bien maintenu dans cette position comme on le constate par exemple dans Trémauville (Seine-Maritime, Tormodi villa vers 1023) qui contient le nom de personne norrois Thormodr (Þormóðr).
Homonymie avec Hermeville (Seine-Maritime, pays de Caux, Hermodi villa fin XIIe siècle).

## Histoire
L'histoire d'Hermanville s'inscrit dans l'histoire du pays de Caux, le Caux étant d'origine le pays des Calètes - en latin caleti, une des peuplades gauloises qui seraient issues de l'invasion des celtes via le nord-est au second âge du fer (période dite de la Tène, à partir de 400 av. J.-C.).
Mais à quand remonte l'existence d'un lieu de vie, précisément à Hermanville, on ne saurait le dire. De l'époque pré-romaine à l'époque gallo-romaine, les données manquent pour une étude historique du peuplement local de cette région du Caux.
César, dans ses Commentaires sur la Guerre des Gaules rapporte que parmi les peuples que les Gaulois ont l'habitude d'appeler Armoricains, on compte les Calètes. Faut-il dès lors les rattacher à l'Armorique ou au Belgium, difficile de trancher, d'autant que Hermanville est à la limite nord-est du pays de Caux, et que les territoires n'ont cessé de bouger dans leurs découpages.
Les recherches de Jean Benoît Désiré Cochet (1850) sur les églises rurales permettent d'en savoir davantage sur le Moyen Âge à Hermanville, notamment à travers son église Saint-Martin. En effet, il écrit : Le corps-carré du clocher, placé entre chœur et nef, ressemble à tous ces clochers romands dont la Haute-Normandie s'est couverte au XIe et au XIIe siècle... [mais s'agissant du chœur] ce sanctuaire semble appartenir plutôt au XIIIe qu'au XIIe siècle. C'est dans ce chœur que fut découvert tardivement, en 1859, un carrelage émaillé qui recouvrait la tombe d'un chevalier du XIIIe siècle, identifié comme étant de la lignée des Masquerel. Leur litre seigneuriale - c'est-à-dire une ceinture de deuil autour du monument - entourait l'église au-dedans et au-dehors. Le sépulcre de ces grands seigneurs était au milieu du chœur. Leurs pierres tombales pavent les marches de l'autel, mais inscriptions et personnages sont effacés. D'après Cochet, que ce n'est qu'au XVIe siècle que la seigneurie des Masquerel reçut finalement le patronage de la cure de l'église d'Hermanville, mais on sait que l'apanage en avait été réclamé bien avant par la famille, et que Jean Masquerel en avait été débouté en 1334 au profit de l'archevêché de Rouen.
La graphie de Masquerel est par ailleurs attestée sous les formes Mascherel, Maskarel, voire Makarel. Ainsi, dans l'histoire des chevaliers hospitaliers de Saint-Jean de Jerusalem, par l'abbé de Rollin (1726) on trouve cette description du blason seigneurial de « Jean Maskarel de Hermanville » ; d'argent à la face d'azur diaprée d'or de trois pièces, celle du milieu chargée d'un aigle à deux têtes aussi d'or, & les deux autres, chacune d'un lion affronté de même, le tout accompagné de trois roses de gueule.
Pour la généalogie des Masquerel, on peut se référer au Dictionnaire de la Noblesse, contenant les généalogies, l'histoire et la chronologie des familles nobles de France, par François-Alexandre Aubert de La Chenaye des Bois (1775).
On en apprend un peu plus sur les Masquerel et leur demeure seigneuriale d'Hermanville en lisant « Notice sur l'ancien château d'Hermanville » dans le Bulletin de la Commission des Antiquités de la Seine-Inférieure (1879) :
J'ai visité dans le village d'Hermanville-en-Caux une ferme qui occupe l'emplacement de l'antique manoir des Masquerel, seigneurs et barons d'Hermanville.../... on remarque vers le sommet de chacun des piliers de la barrière, qui donne accès dans la cour de la ferme, une pierre de dimension moyenne, ornée d'un écusson présentant un lion rampant; l'écu est sommé d'une couronne; au-dessous de l'écu on lit sur une des pierres la date de 1419, sur l'autre 1420. Contre le pilier de gauche de la barrière on aperçoit encore deux autres pierres : l'une portant la rose de l'écu des Masquerel, l'autre présentant une fleur de lis accostée de deux roses. À quelques pas du pilier de droite, au bout d'une grange, se trouve encastrée dans la muraille une pierre d'environ 0m70 de hauteur sur 0m40 de largeur. Elle présente un écusson sommé d'une couronne de comte et soutenu par deux palmes; dans la partie supérieure de l'écusson, en chef, se voient deux personnages à mi-corps, de profil et se regardant. Ce sont : Louis et Marye de Mascherel, 1659 .
Du  côté de la vallée arrosée par un petit cours d'eau, la Vienne, un vieux mur recouvert de lierre.../... flanqué aux extrémités de deux bastions carrés démantelés. Sur la façade [de l'un d'eux] qui regarde le nord, est scellée dans la maçonnerie une pierre ayant environ 0,80 m de hauteur sur 0,60 m de largeur. Elle porte un écusson soutenu par deux palmes, timbré d'une couronne de comte, mi-parti de Masquerel et de Dreux. Les armes de Dreux sont : "Echiqueté d'or et d'azur" On lit au-dessous de l'écu : Mascherel Dreux, 1497. Antoine 1er du nom, de Masquerel, seigneur d'Hermanville, avait épousé le 27 juillet 1497 à Pavilly Jeanne de Dreux, fille de Jacques de Dreux, Seigneur de Morainville, vicomte de Beaussart, et d'Agnès de Mareuil.
A quelques pas de là, en remontant vers la cour, occupant le milieu de la muraille, on trouve encore une pierre de mêmes dimensions que la précédente, chargée comme cette dernière d'un écusson soutenu par deux palmes et timbré d'une couronne de comte, mais portant mi-parti de Masquerel et de Chabanes : Mascherel Chabanes 1571. On distingue encore la partie supérieure du corps du lion des Chabanes qui ont pour armes : "De gueules au lion d'hermines couronné d'or"'. Messire Antoine de Masquerel, chevalier, seigneur et baron d'Hermanville, petit-fils du précédent, avait épousé en premières noces Jeanne du Crottay, et en deuxièmes noces Marguerite de Chabanes, fille de Charles, seigneur de la Palisse, et de Catherine de La Rochefoucauld.
Leur fille Marie de Masquerel épousa le 1er août 1644 son cousain germain, Louis de Masquerel, marquis d'Hermanville, seigneur dudit lieu et du Castelier, fils de François, chevalier, seigneur et baron du Boscgeffroy, de Neufville, Bailly-en-rivière, Fréauville et autres lieux, et de Catherine Bargeot de La Pallu. Ce sont les deux personnages reproduits sur la pierre de la grange portant la date de 1659 et dont il a été parlé plus haut.'

## Politique et administration
| Période                                  | Période                    | Identité          | Étiquette | Qualité                                                       |
| ---------------------------------------- | -------------------------- | ----------------- | --------- | ------------------------------------------------------------- |
| Les données manquantes sont à compléter. |                            |                   |           |                                                               |
| 1835                                     |                            | Jacques Ouvry     |           |                                                               |
| 1899                                     |                            | Cirus Ouvry       |           |                                                               |
| 1911                                     | 1919                       | M. Lory           |           |                                                               |
| Les données manquantes sont à compléter. |                            |                   |           |                                                               |
| avant 1981                               | 2002                       | Jacques Pylyser   | DVD       |                                                               |
| 2002                                     | 2014                       | Georges Fauvel    |           |                                                               |
| 2014                                     | février 2016               | Vincent Guérillon |           | Cadre dans l'industrie automobile Démissionnaire              |
| avril 2016                               | En cours (au 10 août 2020) | Myriam Delaunay   |           | Assistante juridique à Dieppe Réélue pour le mandat 2020-2026 |

## Population et société

### Démographie
L'évolution du nombre d'habitants est connue à travers les recensements de la population effectués dans la commune depuis 1793. Pour les communes de moins de 10 000 habitants, une enquête de recensement portant sur toute la population est réalisée tous les cinq ans, les populations de référence des années intermédiaires étant quant à elles estimées par interpolation ou extrapolation. Pour la commune, le premier recensement exhaustif entrant dans le cadre du nouveau dispositif a été réalisé en 2004.

En 2022, la commune comptait 116 habitants, en évolution de −0,85 % par rapport à 2016 (Seine-Maritime : +0,35 %, France hors Mayotte : +2,11 %).
| 1793 | 1800 | 1806 | 1821 | 1831 | 1836 | 1841 | 1846 | 1851 |
| ---- | ---- | ---- | ---- | ---- | ---- | ---- | ---- | ---- |
| 260  | 138  | 248  | 283  | 313  | 310  | 267  | 286  | 276  |

| 1856 | 1861 | 1866 | 1872 | 1876 | 1881 | 1886 | 1891 | 1896 |
| ---- | ---- | ---- | ---- | ---- | ---- | ---- | ---- | ---- |
| 268  | 262  | 238  | 239  | 235  | 219  | 195  | 176  | 159  |

| 1901 | 1906 | 1911 | 1921 | 1926 | 1931 | 1936 | 1946 | 1954 |
| ---- | ---- | ---- | ---- | ---- | ---- | ---- | ---- | ---- |
| 165  | 156  | 136  | 122  | 108  | 142  | 135  | 117  | 99   |

| 1962 | 1968 | 1975 | 1982 | 1990 | 1999 | 2004 | 2006 | 2009 |
| ---- | ---- | ---- | ---- | ---- | ---- | ---- | ---- | ---- |
| 102  | 119  | 101  | 110  | 132  | 111  | 114  | 115  | 102  |

| 2014 | 2019 | 2022 | - | - | - | - | - | - |
| ---- | ---- | ---- | - | - | - | - | - | - |
| 114  | 115  | 116  | - | - | - | - | - | - |

## Culture locale et patrimoine

### Lieux et monuments
- Croix de cimetière : marche sur deux degrés en grès sur une base carrée – socle monolithe en grès sur une base carrée, biseauté - fût noué en grès de forme carrée, chanfreiné sur toute l’arête – croix en grès, de forme octogonale.
- Église Saint-Martin.

### Héraldique
| Blason de Hermanville | Blason  | D'argent à la fasce diaprée d'or enfermant dans trois cercles une aigle entre deux lions le tout du même, accompagnée de trois roses de gueules. |
| Blason de Hermanville | Détails | Ce blason, à l'origine, n'était bien sûr pas celui d'une commune, les communes n'existaient pas encore. C'était celui de la seigneurie de Hermanville dont une lignée de Mascarel, ou Masquerel, a eu le titre pendant de nombreuses générations. On notera selon les variantes du blason qu'il peut être surmonté d'un heaume de chevalier, on notera aussi que l'un des lions peut être contourné ou non selon les représentations qui ont été faites de ces armoiries. Le statut officiel du blason reste à déterminer. |